# Ледник Эммонса
Ледник Эммонса (англ. Emmons Glacier) находится на северо-восточном склоне вулкана Рейнир (США), высочайшей горы Каскадных гор.
Длина ледника на 1963 г. — 6,9 км; в источниках называется также число 9,3 км.
Площадь поверхности, по разным данным, 14 км², 11,1 км² на 2005 г., 10,7 км², (11,03 ± 0,58) км².
Является крупнейшим из 40 ледников Рейнира общей площадью 87 км² (теперь их осталось меньше), самый крупный по площади горный ледник США, не считая Аляски. Назван в честь геолога Сэмюэля Франклина Эммонса (1841—1911), принимавшего участие в исследовании горы Рейнир в 1870 году.

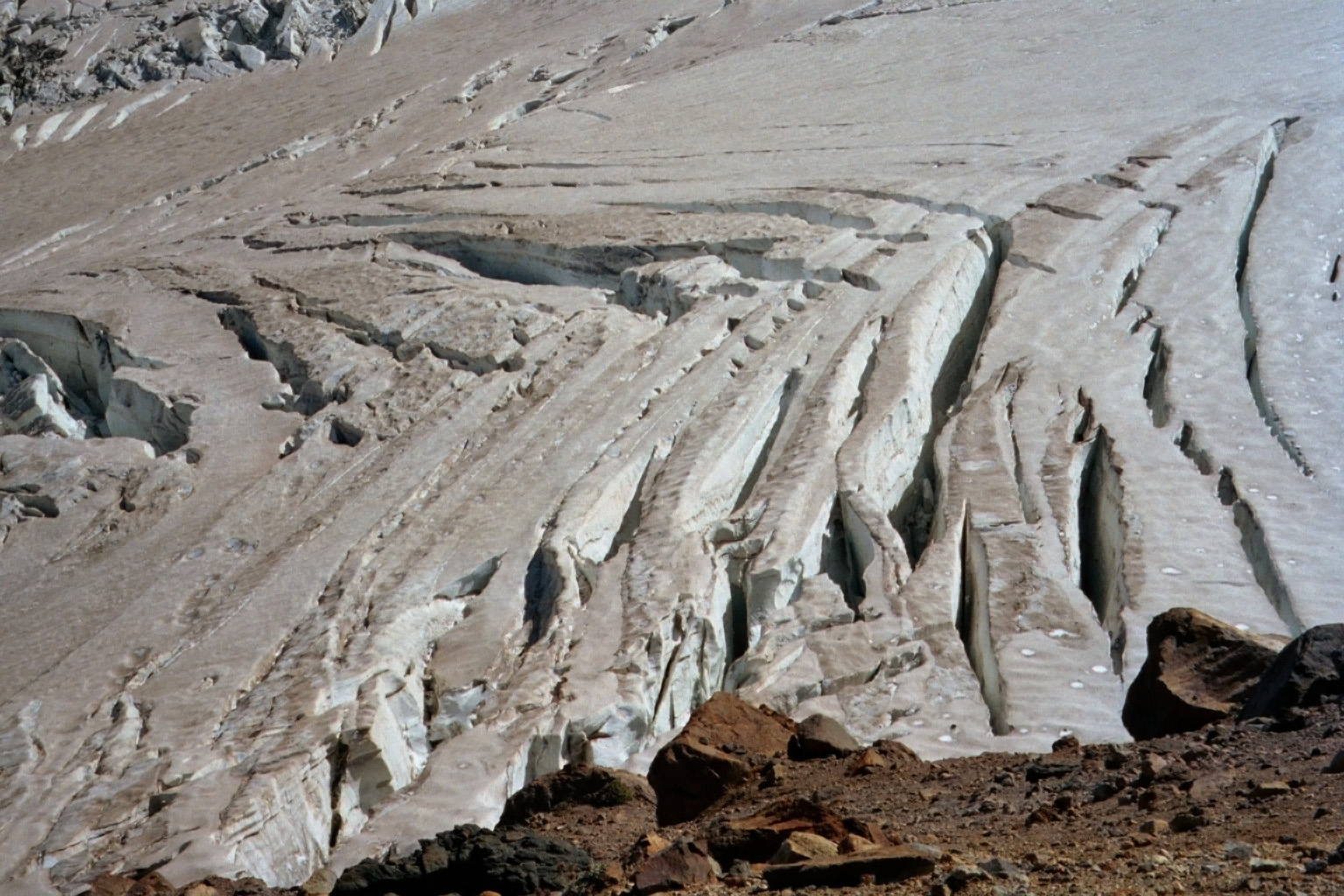
Трещины в леднике Эммонса

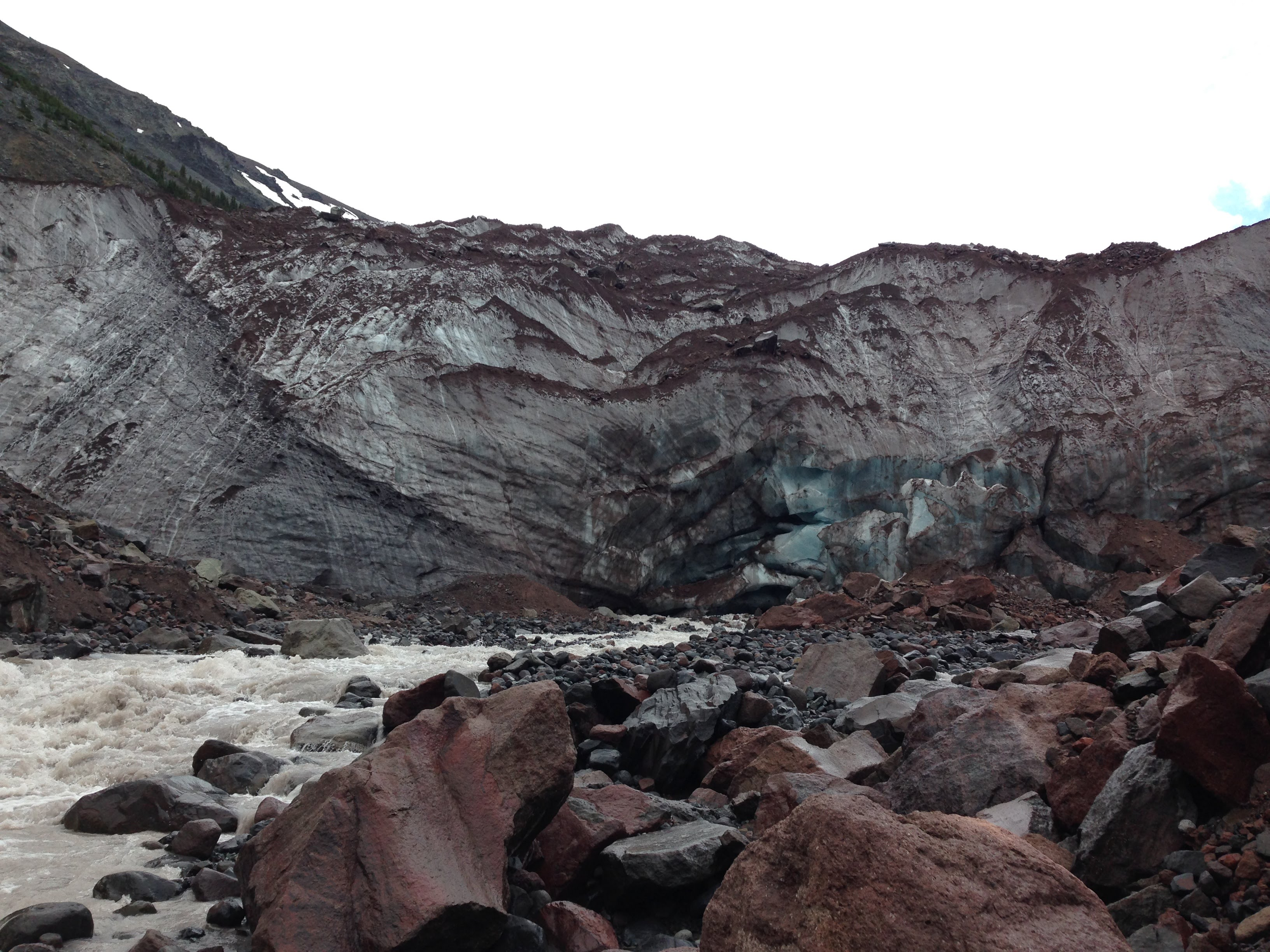
Окончание ледника

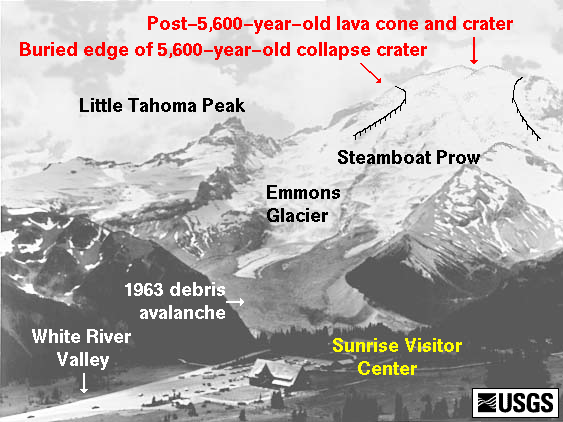
Схема северо-восточного склона Рейнира

Ледник Эммонса находится на северо-восточном фланге горы, стекая с высоты около 4270 м (14 тыс. футов) и заканчиваясь на высоте примерно 1770 м (5,8 тыс. футов).
Территория ледника Эммонса, как и всей горы Рейнир, входит в состав основанного в 1899 году национального парка «Маунт-Рейнир».
Через ледник проходит популярный среди восходителей на Рейнир маршрут «Колумбия-Крест» (англ. Columbia Crest route). Здесь, на отроге Стимбот-Прау находится спасательная станция Кемп-Шерман, сооружённая в 1958—1961 годах.